# Prérijní architektura

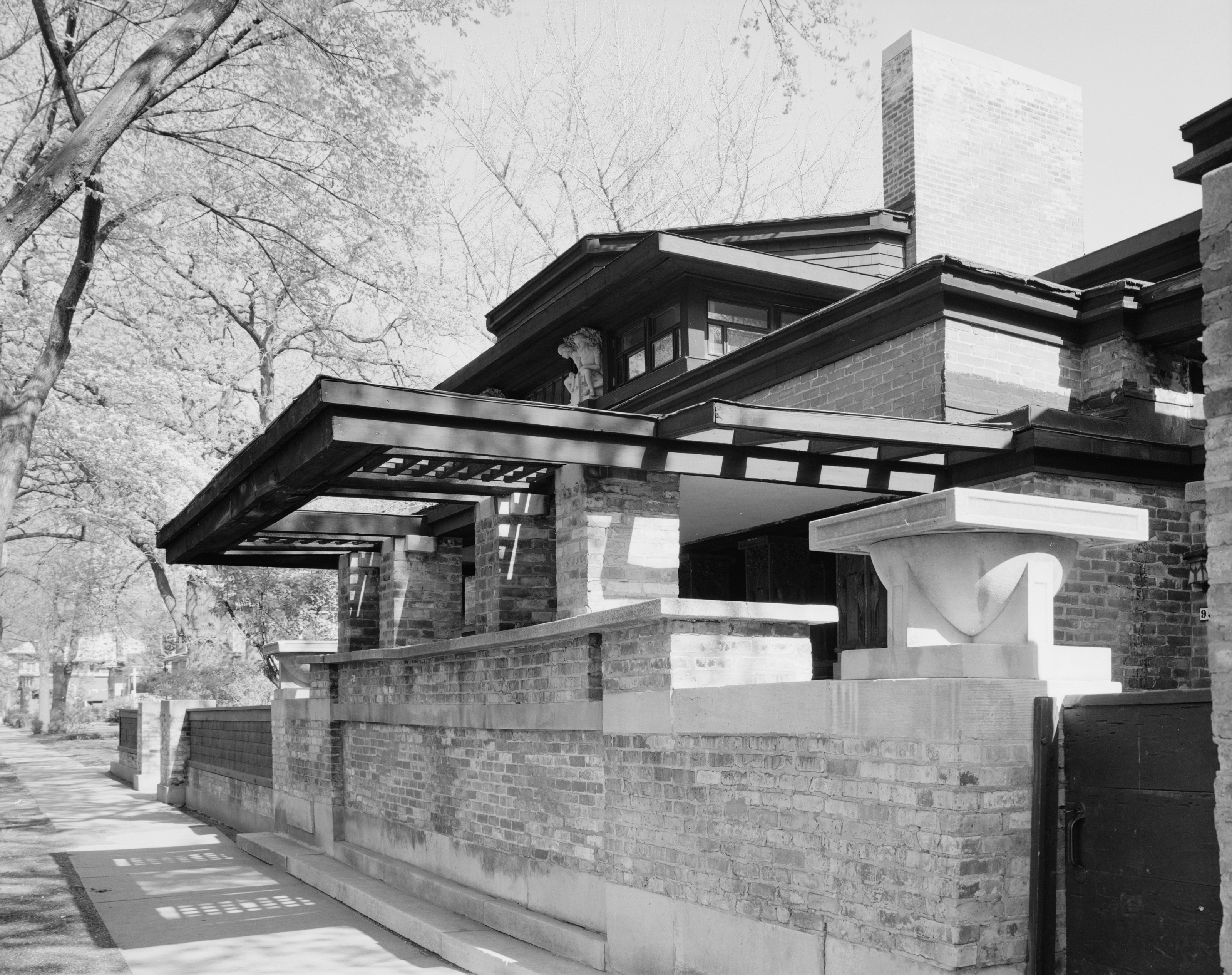
Studio a dům Franka Lloyd Wrighta v Oak Park, Illnois v Chicagu

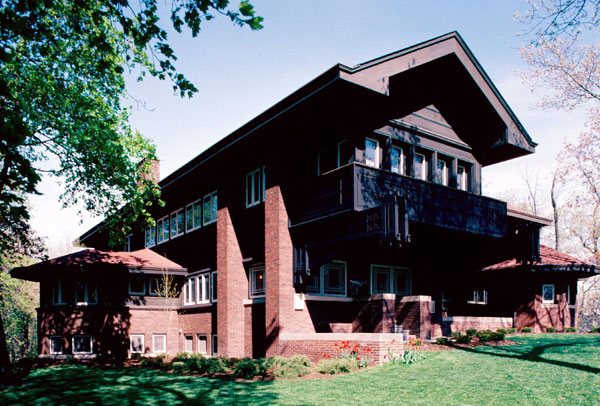
Harold C. Bradley House v Madisonu, navržený Louisem Sullivanem a Georgem Grant Elmsliem

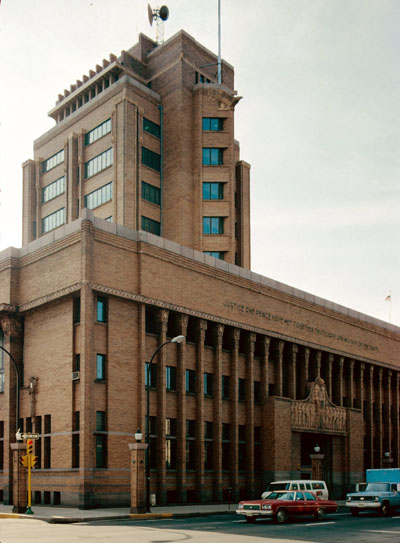
Woodbury County Courthouse v Iowě, navržený Williamem LaBarthe Steel

Prérijní architektura (anglicky Prairie School) byl architektonický styl na konci 19. století a na začátku 20. století. Nejčastější na Středozápadě Spojených států amerických. Termín, kterým je tento styl nazýván nebyl používán architekty kteří v tomto stylu navrhovali budovy (například architektka Marion Mhony Griffin používala frázi The Chicago Group – Chicagská skupina). Termín začal být používán až historikem H. Allen Brooksem, který byl jedním z prvních architektonických historiků, který začal psát o prérijní architektuře a jejích architektech. Prérijní architektura vznikla v Chicagu. Prérijní architektura byla rozvíjena v sympatii k ideálům a estetice Hnutí uměleckých řemesel. Tento styl reagoval na průmyslovou revoluci a masovou produkci tak, že podporoval ruční práci.

## Charakteristika
Charakteristika tohoto stylu jsou horizontální (vodorovné) linie, ploché nebo valbové střechy s převislými okapy, okny shromážděnými ve vodorovných pruzích, integrace do krajiny, masivní konstrukce, surové materiály řemeslo a disciplína v používání ornamentů.  Vodorovné linie mají evokovat Severoamerické stepi, tedy prérie.

## Architekti
Prérijní architektura je nejčastěji spojována s architekty Lousiem Sullivanem a Frankem Lloyd Wrightem. I přesto, že tento styl vznikl v Chicagu, se někteří architekti prérijní architektury odstěhovali, aby rozšířili vliv za Středozápad USA. Částečný seznam architektů prérijní architektury:
| - Frank Lloyd Wright - Louis Sullivan - E. Fay Jones - Percy Dwight Bentley - John S. Van Bergen - Lawrence Buck - Barry Byrne - Alfred Caldwell - Alden B. Dow - William Drummond | - George Grant Elmslie - Marion Mahony Griffin - Walter Burley Griffin - Henry John Klutho - George Washington Maher - John Randal McDonald - Dwight Heald Perkins - Ransom Buffalow - Edward Humrich | - William Gray Purcell - Isabel Roberts - Robert C. Spencer - Francis Conroy Sullivan - Claude and Starck - William LaBarthe Steele - Andrew Willatzen - Trost & Trost - Taylor Woolley |